# 民主社会律师联盟
民主社会律师联盟（韓語：민주사회를 위한 변호사모임），简称民辩，是韩国律师組建的组织，由为首尔水灾灾民辩护趙英來律师于1988年创立，成员律师参与维护人权和民主的活动。其他知名成员有卢武铉、文在寅和朴元淳等。李在明曾与之合作。